# A65-ös autópálya (Németország)
Az A65-ös autópálya (németül: Bundesautobahn 65) egy autópálya Németországban. Hossza 70 km.